# Vissia di Fermo
Vissia di Fermo (... – circa 250) è stata una santa romana, co-protettrice della città di Fermo insieme a santa Sofia e San Savino.
Poco si sa della sua vita, ma secondo racconti locali Vissia avrebbe subito il martirio per decapitazione forse intorno al 250, sotto l'impero di Decio, su un colle vicino al centro di Fermo che per questo motivo da allora ha preso il nome di Colle Vissiano, comunemente chiamato dai fermani la Montagnola.
È visibile oggi nel Duomo di Fermo una lapide che descrive santa Vissia che nobilita la città natale con il suo martirio; Cesare Baronio nel Martirologio Romano inserì la santa vergine e martire insieme a santa Sofia di Fermo nello stesso giorno del 12 aprile.
Il suo nome è collegato dai testi locali al martire sant'Emidio, protettore di Ascoli. Nella seconda edizione del martirologio, del 2004, la memoria di santa Sofia è stata spostata al 30 aprile.

## Reliquiari
- San Marco alle Paludi (Fermo), chiesa di San Marco;
- Duomo di Fermo;
- chiesa degli Angeli Custodi, Fermo;
- chiesa di San Michele Arcangelo, Fermo.